# Пісочна (станція)
Пісо́чна — вузлова проміжна залізнична станція Львівської дирекції Львівської залізниці на перетині двох ліній Львів — Стрий та Ходорів — Пісочна між станціями Миколаїв-Дністровський (7 км) та Більче (7 км). Розташована в селі Пісочна та неподалік села  Рудники Стрийського району Львівської області.

## Опис
Станція межує із Пісочненським склозаводом. За 0,17 км від станції у напрямку Миколаєва розташований залізничний переїзд автошляху Дрогобич — Меденичі — Жидачів. За переїздом колія розгалужується у бік тягової електропідстанції. За 1,35 км від станції у напрямку Більче-Волицького газового родовища залізнична колія повертає до Новороздільського заводу складних мінеральних добрив. За 0,69 км від розгалуження згаданої залізниці височать бетонні опори колишнього залізничного моста, яким проходила ще одна колія у напрямку Нового Роздолу. Нині використовується лише одна колія, хоча в окремих місцях залізничне полотно потребує реконструкції.
Пасажирські послуги станції використовують мешканці Пісочної та навколишніх сіл (Рудники, Черниця тощо) Стрийського району Львівської області.

## Історія
Пісочна виникла 1873 року, як зупинний пункт під первинною назвою Пясечна, що в перекладі з польської означає — пісочне, в ході будівництва залізничної лінії Львів — Стрий. На топографічній мапі 1933 року показана як зупинний пункт, у повоєнний час фігурує як станція.
Сучасна назва станції використовується з 1974 року. Найімовірніше назва походить від великих запасів піску, які знаходяться у ґрунті біля селища та станції. Станцію ж відкрили значно пізніше — після Другої світової війни, коли виникла потреба в будівництві лінії до станції Дністрянська для обслуговування заводу мінеральних добрив. Тоді ж на місці зупинного пункту і була побудована невелика вузлова станція.
У 1962 році станція електрифікована постійним струмом (=3 кВ) в складі ділянки Львів — Стрий.
У 1970-х роках побудований сучасний вокзал за типовим проєктом того часу. Ця невелика споруда виконана в стилі пізнього модернізму з поєднанням простих, лаконічних форм і високих поверхонь. На теперішній час вокзал законсервований і не приймає пасажирів.

## Річний розподіл приміських поїздів
| Сполучення         | 2015/2016 | 2016/2017 | 2017/2018 | 2018/2019 | 2019/2020 | 2020/2021 | 2021/2022 | 2022/2023 |
| ------------------ | --------- | --------- | --------- | --------- | --------- | --------- | --------- | --------- |
| Стрий — Львів      | 1         | 1         | 1         | 1         | 1         | 1         | 1         | 1         |
| Моршин — Львів     | 1         | 1         | 1         | 1         | 1         | 0         | 0         | 0         |
| Лавочне — Львів    | 1         | 1         | 1         | 2         | 2         | 1         | 1         | 1         |
| Львів — Трускавець | 2         | 2         | 3         | 4         | 4         | 2         | 3         | 3         |
| Львів — Мукачево   | 2         | 2         | 2         | 1         | 1         | 1         | 1         | 1         |
| Чоп — Львів        | 1         | 1         | 1         | 1         | 1         | 0         | 1         | 1         |
| Львів — Чоп        | 1         | 1         | 1         | 1         | 1         | 0         | 1         | 1         |
| Мукачево — Львів   | 1         | 1         | 1         | 0         | 0         | 0         | 0         | 0         |
| Трускавець — Львів | 2         | 2         | 2         | 2         | 2         | 1         | 1         | 1         |
| Львів — Лавочне    | 1         | 1         | 1         | 2         | 2         | 1         | 1         | 1         |
| Львів — Моршин     | 1         | 1         | 1         | 1         | 1         | 0         | 0         | 0         |